# Emil Osann

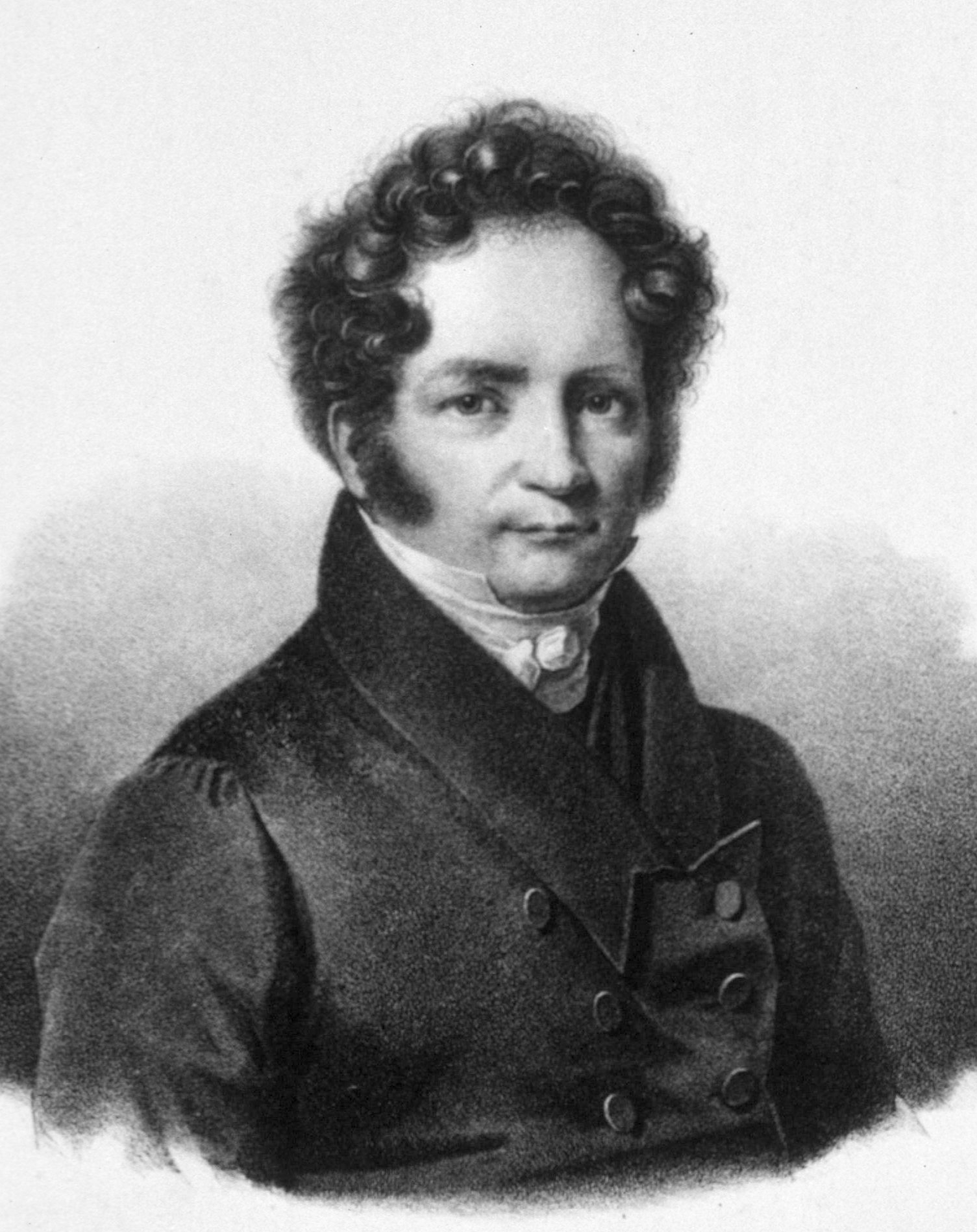
Emil Osann

Emil Osann (* 25. Mai 1787 in Weimar; † 11. Januar 1842 in Berlin) war ein deutscher Arzt, der als Begründer der wissenschaftlichen Balneologie gilt.

## Familie
Emil Osann war der älteste Sohn des Weimarer Regierungs- und Oberkonsistorialrats Friedrich Heinrich Gotthelf Osann (* 1753; † 29. März 1803). Seine Mutter Amalie Caroline Friederika geb. Hufeland (* 8. Oktober 1766; † 23. Januar 1843) war eine Schwester von Christoph Wilhelm Hufeland, der nach dem Tod von Emils Vater sein Vormund war. Emil verehelichte sich etwa 1819 mit Hufelands Tochter Julie, genannt Lilly (1794‒1866); die Ehe blieb kinderlos. Emils Mutter heiratete in zweiter Ehe 1815 den Staatsminister Christian Gottlob von Voigt (1743–1819). Sein Bruder Friedrich Gotthilf Osann (1794–1858) war Professor der Philologie in Jena und Gießen; sein Bruder Gottfried Wilhelm Osann (1797–1866) war Professor für Chemie und Physik in Tartu und Würzburg.

## Leben
Emil Osann studierte Medizin in Jena und Göttingen. 1809 wurde er an der Universität Göttingen mit der Arbeit „Dissertatio sistens saturni medicum maxime internum“ promoviert. Nach Absolvierung der preußischen Staatsprüfung ließ er sich als praktischer Arzt in Berlin nieder.
Kurz darauf wurde er Assistenzarzt an dem von seinem Onkel Christoph Wilhelm Hufeland gegründeten poliklinischen Institut in Berlin. Ab 1814 war Osann außerordentlicher Professor für Physiologie an der dortigen medizinisch-chirurgischen Militärakademie. Er habilitierte sich 1815 und wurde 1818 zum außerordentlichen, 1826 zum ordentlichen Professor für Heilmittellehre ernannt. 1833 wurde er in Nachfolge von Hufeland Direktor des poliklinischen Instituts.
Er wurde am 28. November 1820 mit dem Beinamen Baglivius I. zum Mitglied der Leopoldina gewählt.

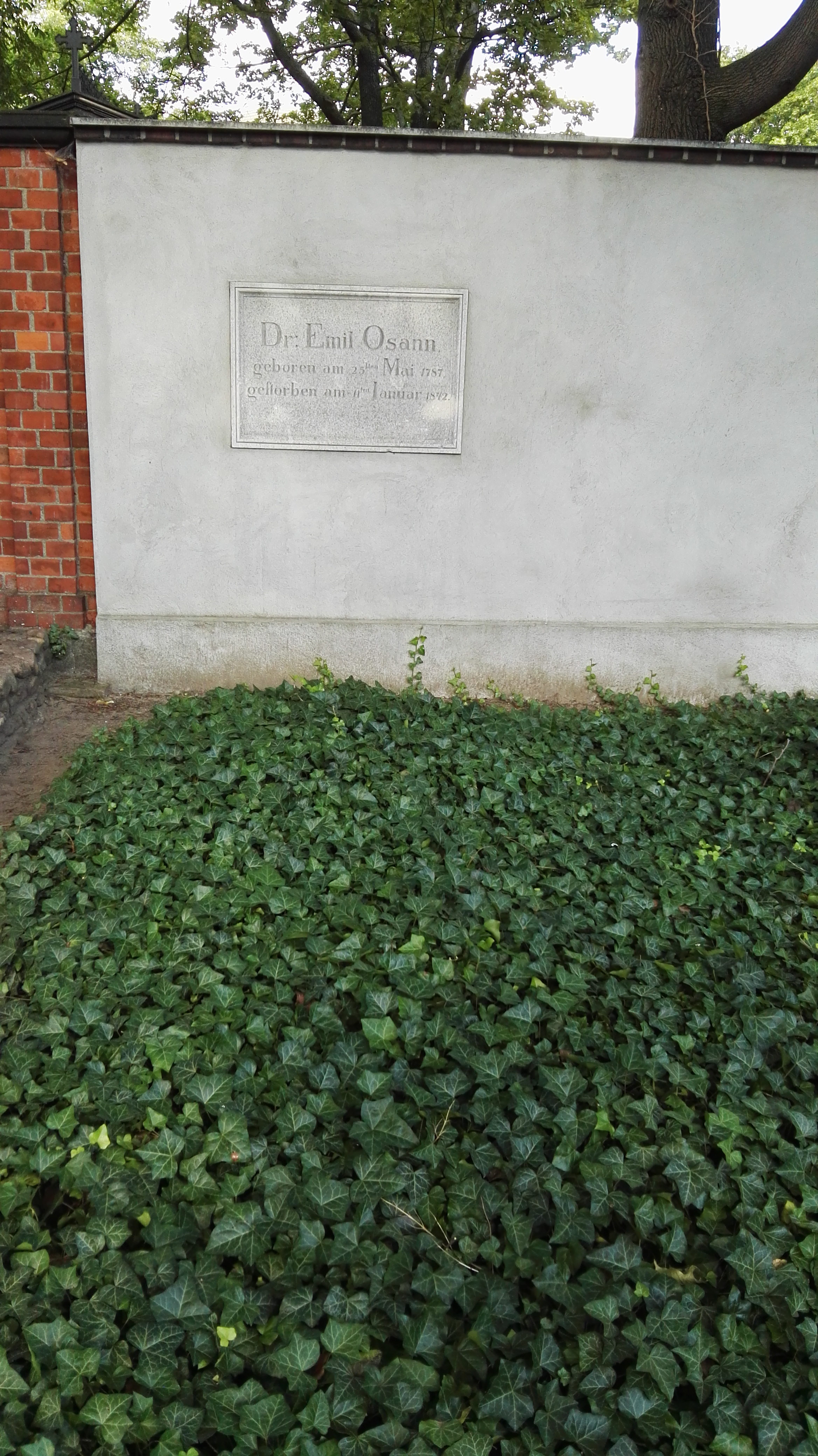
Grab

Er ist auf dem Friedhof der Dorotheenstädtischen und Friedrichswerderschen Gemeinden begraben.

## Wirken
Nicht zuletzt durch den Einfluss Hufelands beschäftigte Osann sich als Wissenschaftler vor allem mit der Wirkung von Heilquellen. 1822 veröffentlichte er eine Arbeit über Die Mineralquellen zu Kaiser Franzensbad bei Eger, für die ihm der österreichische Kaiser die große goldene Ehrenmedaille verlieh. Sein Hauptwerk war die Physikalisch-medicinische Darstellung der bekannten Heilquellen der vorzüglichsten Länder Europas, das als erstes umfassendes Werk der Balneologie gilt. Es war auf drei Bände angelegt, allerdings konnte Osann bis zu seinem Tod nur die beiden ersten über die deutschen Heilbäder vollenden. Seit 1837 war er der alleinige Herausgeber des Journal der praktischen Heilkunde.
Osann engagierte sich zusammen mit seiner Frau in zahlreichen sozialen Projekten und unterstützte kranke Berliner Mitbürger.

## Schriften (Auswahl)
- Physikalisch-medicinische Darstellung der bekannten Heilquellen der vorzüglichsten Länder Europaʼs. Berlin. Erster Theil 1829; Zweiter Theil 1832.
  - Zweite, vermehrte Auflage: Erster Theil, 1839; Zweiter Theil, 1841.
  - Dritter Theil, 1843. Erste Abtheilung; Zweite Abtheilung.
- C. W. Hufelandʼs Journal der practischen Heilkunde. 1837 bis 1842, hrsg. von E Osann. (Digitalisate)